# Seznam britanskih pevcev resne glasbe
Seznam britanskih pevcev resne glasbe.

## A
- John Mark Ainsley

## B
- Janet Baker
- Josephine Barstow
- Ian Bostridge
- Sarah Brightman

## D
- Ryland Davies

## E
- Paul Esswood
- Geraint Evans

## H
- Heather Harper

## J
- Gwyneth Jones

## K
- Simon Keenlyside
- Adelaide Kemble

## O
- Dennis O'Neill

## P
- Mark Padmore
- Felicity Palmer
- Owain Park
- Peter Pears
- Alfred Piccaver
- John Pierce

## T
- Robert Tear
- Bryn Terfel
- John Tomlinson

## V
- Josephine Veasey

## W
- Sarah Wegener